# Commelina pseudopurpurea
Commelina pseudopurpurea là một loài thực vật có hoa trong họ Commelinaceae. Loài này được Faden mô tả khoa học đầu tiên năm 2003.